# Sonneberg (stad)
Sonneberg is een stad in het zuiden van de Duitse deelstaat Thüringen. Ze is de Kreisstadt van de Landkreis Sonneberg. De stad telt 23.229 inwoners. Naburige steden zijn onder andere Neuhaus am Rennweg, Lauscha en Steinach.

## Geografie

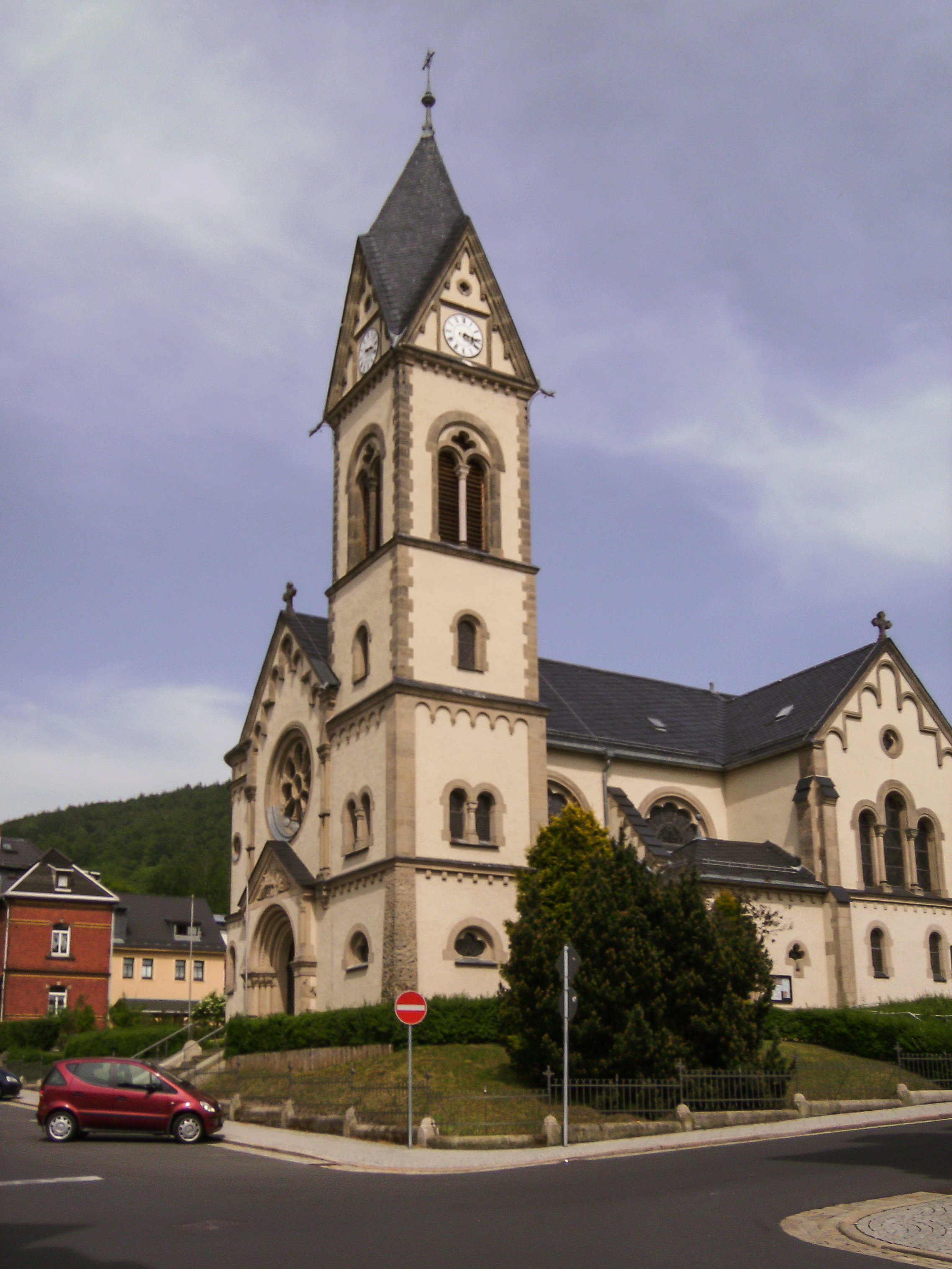
Sonneberg, Sint-Stephanuskerk

Sonneberg ligt in de dalen van de in zuidelijke richting naar Oberfranken stromende Röthen en Steinach. De stad grenst aan de deelstaat Beieren. 

### Indeling
Sinds 16 november 2012 wordt het stadsgebied onderverdeeld in de ortsteile Bettelhecken, Hönbach, Hüttensteinach, Köppelsdorf, Malmerz, Mürschnitz, Neufang, Oberlind, Steinbach, Unterlind en Wehd.
Sinds de annexatie van de gemeente Oberland am Rennsteig op 1 januari 2014 behoren daarnaast de plaatsen Blechhammer, Eschenthal, Friedrichsthal, Georgshütte,  Haselbach,  Hasenthal, Hohenofen, Hüttengrund, Schneidemühle, Spechtsbrunn en Vorwerk tot de stad Sonneberg.

### Verkeer
Sonneberg (Thüringen) Hauptbahnhof bedient Sonneberg en omgeving met een drietal lijnen , waaronder spoorlijn Sonneberg - Stockheim en spoorlijn Coburg - Sonneberg.

## Geboren
- Freddy Breck (1942-2008), zanger
- Reinhard Häfner (1952-2016), voetballer
- Detlef Ultsch (1955), judoka
- Felix Loch (1989), rodelaar